# Djilali Bedrani
Djilali Bedrani (Toulouse, 1 de octubre de 1993) es un deportista francés que compite en atletismo, especialista en las carreras de obstáculos. Ganó una medalla de plata en el Campeonato Europeo de Atletismo de 2024, en la prueba de 3000 m obstáculos.

## Palmarés internacional
| Campeonato Europeo | Campeonato Europeo | Campeonato Europeo | Campeonato Europeo |
| Año                | Lugar              | Medalla            | Prueba             |
| ------------------ | ------------------ | ------------------ | ------------------ |
| 2024               | Roma (Italia)      | Medalla de plata   | 3000 m obstáculos  |